# Twistys
Twistys est un studio de cinéma pornographique, possédant un site web éponyme, Twistys.com.
Le site Twistys.com est lancé en 2001. Il est principalement axé sur la pornographie soft et le contenu solo. Après son acquisition par MindGeek en 2011, le site change son approche pour inclure des contenus plus hard. Cependant, à compter de 2019, le site change à nouveau d'approche, cette fois pour se concentrer sur un contenu plus diversifié.

## Histoire
Le site est acquis par MindGeek en 2011. Avant l'acquisition de MindGeek, Twistys, ainsi que les sites sœurs : GayTube, SexTube et TrannyTube, appartiennent à Carsed Marketing. Le site  de Twisty se distinguait alors par son approche plus douce de la pornographie. Malgré certains  contenus hard, une grande partie des vidéos correspondent à de la pornographie soft. La majorité du contenu est accessible avec un abonnement mensuel. Sa popularité est renforcée par le fait que le site est mis à jour quotidiennement, ajoutant constamment du nouveau contenu.
Depuis 2005, Twistys Treat of the month met en avant un acteur ou une actrice à travers des Interviews. Le Twistys Treat of the month est présenté lors d'une session de foire aux questions sur le forum des membres, offrant aux abonnés de Twistys la possibilité d'interagir avec les invités. En 2009, Twistys lance son premier concours Twistys Treat of the Year, où les membres du site peuvent voter parmi les candidats pour élire la personnalité de l'année. Le gagnant reçoit un prix et une fonctionnalité supplémentaire sur le site. En 2012, Twistys engage trois acteurs pour une année : Taylor Vixen, Emily Addison et Brett Rossi. Pendant la durée du contrat, les modèles sont très présents sur le site.
En 2018, Twistys signe un contrat exclusif avec le modèle Molly Stewart, afin d'offrir aux membres un côté glamour.

## Statistiques
À partir de janvier 2020, Twistys.com a un classement Alexa de 36,392.

## Controverses
En 2014, Twistys.com est impliqué dans une controverse lorsque les utilisateurs du forum signalent des irrégularités dans le concours Twistys Treat of the Year. Plusieurs utilisateurs du forum signalent un retard significatif dans l'annonce du vainqueur et vice-champion, alors que l'annonce s'effectuait immédiatement après le vote lors des éditions précédentes. Les résultats sont annoncés en mars 2014. Cependant, les membres du forums dénonce un trucage dans les résultats du vote. Le site réagit rapidement en modifiant le nom de la gagnante.

## Autres sites web
Il existe actuellement 10 sites web gérés par la même entreprise. La ligne éditoriale des sites est large, de la pornographie soft à la pornographie hard, parmi lesquels :
- Whengirlsplay.com
- Momknowsbest.com
- Twistyshard.com
- Nicolegraves.com